# Miguel Gutiérrez Adúriz
Miguel Gutiérrez Adúriz nacido en Santander, Cantabria, en 1950 es un escritor y editor de obras en la lengua internacional esperanto
Sus pseudónimos más conocidos son Liven Dek, Svena Dun, M. Zocato, con los que suscribe sus poemas, obras de ficción, artículos y traducciones. Es integrante de la conocida como Escuela Ibérica de literatura en esperanto.
Es ingeniero químico y aprendió esperanto a los 19 años de edad. Como editor es conocido por la dirección de las colecciones de ciencia ficción Sferoj, Orbito nula y Future, y de otras obras de diversos autores en esperanto. Durante muchos años fue redactor del Boletín de la Federación Española de Esperanto. Ha contribuido a diversas obras colectivas y revistas, y ha ganado diversos premios en los certámenes literarios (Belartaj Konkursoj) organizados por la Asociación Mundial de Esperanto. Exmiembro de la Academia de Esperanto, tras su dimisión el 4 de enero de 2013. En la actualidad es, desde 2016, el secretario de la comisión de los "Belartaj Konkursoj de UEA"(Asociación Universal de Esperanto). 
Es autor del libro de aprendizaje «Esperanto - Curso del idioma internacional» para hispanohablantes y del diccionario Amika (español-esperanto / esperanto-español).
También ha sido vicepresidente de la Federación Española de Esperanto.

## Obras

### Traducciones
- Astura bukedo (colección de obras de autores asturianos, con Fernando de Diego y Jorge Camacho, 1988)
- La stultaj infanoj (Los niños tontos), de Ana María Matute (colección "Hispana Literaturo" nº 5, 1988)
- Platero kaj mi (Platero y yo), de Juan Ramón Jiménez (colección "Hispana Literaturo" nº 9, 2009)
- Ombroj sur verda pejzaĝo, colección de relatos de Manuel Llano (con Fernando de Diego, colección "Hispana Literaturo" nº 10, 2012)

### Poemas
- Ibere libere (Ibéricamente libres, con Jorge Camacho, Miguel Fernández y Gonçalo Neves, 1993)

### Novelas y cuentos
- Ekstremoj (Extremos, de nuevo con Jorge Camacho, Fernández y Neves, 1997)
- Diversas publicadas en "Nova Esperanta Kretomatio", "Trezoro", "Samideanoj", "Mondoj", la colección de ciencia ficción Sferoj, y varias revistas literarias como "Fonto", "Literatura Foiro", "La kancerkliniko" y "Beletra Almanako".
- Ne ekzistas verdaj steloj (60 mikronoveloj kun suplemento, 2012), (60 microrrelatos con suplemento)

### Gramáticas y diccionarios
- Esperanto - Curso del idioma internacional  (1995)
- Esperanto - Curso básico (2012)
- Diccionario 2002 (2002)
- Diccionario Amika  (2007; 2010)